# Mladá národní jednota
Mladá národní jednota (MNJ) byla mládežnická organizace Strany národní jednoty v Československu, která vznikla v roce 1938 po sloučení většiny českých politických stran do Strany národní jednoty. Byla profilována jako základ pro budoucí jednotnou organizaci české mládeže v druhé republice. Po německé okupaci zbytku Československa v březnu 1939 se organizace stává základním kamenem Mládeže Národního souručenství.

## Vznik organizace
Příjetí Mnichovské dohody v září 1938 znamenalo deziluzi z dosavadní politiky, jejíž neúspěch byl spatřován v rozdrobení politiky na různé strany a organizace. Vládní politická reprezentace v čele s Rudolfem Beranem proto vytvořila novou Stranu národní jednoty, v rámci které se měli sjednotit i mládežnické organizace. 14. listopadu 1938 bylo rozhodnuto o vytvoření nové mládežnické organizace s názvem Mladá národní jednota, jejímž cílem bylo sjednotit českou mládež. Základem organizace byl Republikánský dorost československého venkova a Mladé národní sjednocení, ke kterým se postupně připojily organizace většiny politických stran jako Mladá generace živnostensko-obchodnické strany, Mladá generace Československé strany lidové, Junáctvo Národní obce fašistické, Předvoj Národní ligy, Mládež Národní strany lidové, Mládež křesťansko-sociální strany a organizace Řád a obnova. Do MNJ vstoupil i Svaz československé mládeže národně socialistické, avšak z důvodu sporů v rámci strany značná část mladých národních socialistů vstoupila do levicového Národního hnutí pracující mládeže spolu s mladými sociálními demokraty. Spory a odpor vůči vstupu do MNJ se objevili i v moravské organizaci Mladé generace Československé strany lidové.
V listopadu a prosinci 1938 probíhal masivní nábor nových členů, kteří z většiny přecházeli z bývalých mládežnických organizací politických stran. V rámci Žilinské dohody se slovenskou politickou reprezentací v říjnu 1938 bylo rozhodnuto, že všechny politické organizace budou budovány na principu českého a slovenského národa. Proto byly zrušeny všechny dosavadní celostátní politické strany. Partnerskou organizací Mladé národní jednoty na Slovensku se stala Hlinkova mládež, která na rozdíl do českých zemí neměla alternativu v podobě organizace opoziční strany.

## Struktura
Organizace byla vedena střídavým předsednictvím předsedy Jaromíra Lukavského, jako zástupcem bývalého Mladého národního sjednocení, a říšského zmocněnce a později generálním tajemníkem Martinem Hrabíkem, zástupcem bývalého Republikánského dorostu. V rámci vedení působil také předseda propagační komise Jaroslav Borkovec, Václav Lednický a náčelník MNJ země Moravskoslezské Mojmír Kolář.
Organizačně měli zástupci Mladé národní jednoty třetinové zastoupení v přípravném výboru a předsednictvu Strany národní jednoty. V mnoha pracovních komisích strany měla mládež dokonce paritní zastoupení. V rámci Mladé národní jednoty fungovaly také samostatné odbory, jako např. odbor vzdělávací, který na školách pořádal semináře politické výchovy, nebo odbor kulturní, který organizoval místní divadelní soubory.
Členstvo Mladé národní jednoty se rekrutovalo od 16 do 30 let věku. První velká veřejná akce se odehrála 2. ledna 1939 v Paláci Lucerna v Praze. Od 22. ledna 1939 byla pod vedením MNJ vytvořena jednotná skautská organizace sjednoceného Junáka, která organizovala skautskou výchovu od 6 do 16 let. 29. ledna 1939 se na Sokolském stadionu v Brně konalo slavnostní zahájení činnosti v zemi Moravskoslezské. Na slavnostní akci vystoupil ministerský předseda Rudolf Beran, starosta Brna Rudolf Spazier, rektor Arne Novák, předseda Nejvyššího soudu Vladimír Fajnor, generál Vojtěch Luža a brněnský biskup Josef Kupka. V únoru 1939 v rámci dohody české politické reprezentace se slovenskou autonomní vládou bylo rozhodnuto, že Strana národní jednoty i její mládežnická organizace budou moci vytvářet organizace ve Slovenské krajině, avšak složeny pouze z etnických Čechů. Stejně tak Hlinkova slovenská ľudová strana v českých zemích jen ze Slováků.
Stejně jako členstvo Strany národní jednoty používali členové MNJ oslovení „bratr – sestra“. Členové se vítali stejně jako v mateřské straně oficiálním pozdravem „Vlasti zdar!“. Chlapecký stejnokroj členů se skládal z tmavomodrých jezdeckých kalhot, tmavomodré blůzy a vysokých holínek. V rámci organizace působil i slavnostní uniformovaný polovojenský pořádkový sbor pod názvem Stráž Mladé národní jednoty. Jeho členové nosili šedomodré stejnokroje. Hodnost udávaly stříbrné, nebo zlaté pásky na rukávech. Na levém rukávě byl svazek Svatoplukových prutů. Čepice měla vojenský střih a byla ozdobena insignií s trikolórou, nad kterým byl orel s rozpjatými křídly.

## Ideologie
Spolu se zánikem demokratického režimu první republiky vznikly podmínky pro vlnu nového radikálního nacionalismu. Základem ideologie mládežnické organizace v důsledku přijetí Mnichovské dohody bylo odvržení ideje čechoslovakismu a začátek budování mládeže na principu českého národa. Nový program byl tvořen syntézou především z radikálních zástupců bývalých pravicových stran, který znamenal radikalizaci veřejného života. V rámci Strany národní jednoty byly nejradikálnějšími přistupy v rámci politiky známí právě příslušníci Mladé národní jednoty. Ve státně-ekonomickém uspořádání se postupně prosadila linie korporátního statismu, tedy vytvoření stavovského státu po vzoru austrofašistického Rakouského státu. Spolu s voláním o co nejautoritativnější formě vlády se začaly objevovat první návrhy pro politiku omezování lidských práv, včetně antisemitismu. Židé ani jiní cizinci nesměli do SNJ ani MNJ vstoupit, vedení organizace vystupovalo také proti svobodným zednářům. Jedním z nejpalčivějších problémů doby, který se dotýkal i mládeže, byl problém migrační vlny roku 1938. Do zbytku republiky mířil proud českých emigrantů z obsazeného pohraničí s potřebou ubytovacích kapacit a k tomu do republiky mířila i vlna židovských či německých emigrantů z Německa. Bylo rozhodnuto že Mladá národní jednota bude organizovat pomoc jen českým uprchlíkům. V prosinci 1938 bylo z rozhodnutí vlády přijato opatření uzavřít hranice a omezit naprosté většině cizí emigrace, včetně Židů, vstup do republiky.
Národ je útvar přirozený, daný krví, jazykem a půdou, k němuž nelze přistoupiti pouhým projevem vůle. Proto Židé, kteří jsou národem zvláštním, i když mluví některým slovanským jazykem, nejsou našimi národními příslušníky. Židé budou zásadně považováni za jinonárodní menšinu a jejich právní postavení bude upraveno zvláštním zákonem.
Večer, 24.12.1938: Ideový řád Mladé národní jednoty
V pondělí 2. ledna 1939 se v pražské Lucerně a na Slovanském ostrově konala první významná akce mládeže pod názvem nástup Mladé národní jednoty. Byla vytyčena nová programová stanoviska: bojovat proti marxismu a měšťáckému liberalismu, obnovit křesťanského ducha českého národa, nastolit moderní tvůrčí nacionalismus, nahradit starou generaci mladou a vyřešit emigrantskou a židovskou otázku. V rámci pléna zazněly ze strany radikálních integrálních katolíků hlasy pro rozpuštění parlamentu. V manifestu studentské národní jednoty, u jehož vzniku stál mimo jiné publicista Ladislav Jehlička, bylo zdůrazněno, že MNJ chce budovat stát v duchu svatováclavské a cyrilometodějské tradice. Kompletní program byl pak zveřejněn ve čtvrtek 5. ledna 1939 v tisku.

## Členská základna
Velikou část členské základny tvořilo členstvo největší mládežnické organizace první republiky Republikánský dorost československého venkova, která na podzim 1938 měla kolem 130 tisíc členů. Po uzavření první příhlašovací doby v prosinci 1938 měla organizace 163 tisíc členů, z toho 103 tisíc v zemi České a 60 tisíc v zemi Moravskoslezské. Do března 1939 mělá Mladá národní jednota kolem 350 tisíc členů.

## Symbolika

### Odznak Mladé národní jednoty

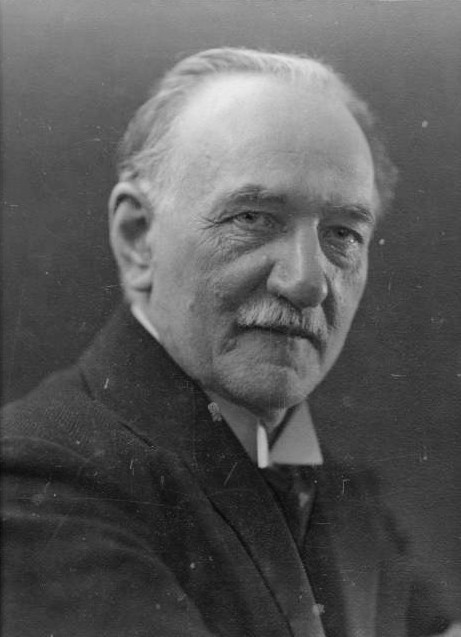
Skladatel Josef Bohuslav Foerster, v roce 1938 politicky angažovaný ve Straně národní jednoty.

V používaném odznaku organizace se objevuje verze likorových fasces – svázaných Svatoplukových prutů obehnaných lipovou ratolestí, na kterých se nachází český bílý dvouocasý lev. Ten symbolizuje charakter mládežnické organizace, která se striktně definuje jako organizace jednotné mládeže českého národa. Mimo odznak byl členy jako insignie používán též střední znak republiky Československé, který jako primární symbol státu po roce 1938 definoval mateřskou Stranu národní jednoty jako vládní státostranu druhé republiky.

### Hymna Mladé národní jednoty
Hymnou organizace byla skladba s názvem Pochod Mladé národní jednoty, kterou v roce 1938 pro organizaci složil český hudební skladatel Josef Bohuslav Foerster, jeden ze zvažovaných kandidátů na prezidentský úřad ve volbě prezidenta Československa v listopadu 1938. Instrumentální motiv pro klavír z Pochodu Mladé národní jednoty bez Op. vydaného pražskou Foerstrovou společností v roce 1939.

## Zánik a odkaz
Po okupaci Československa a vyhlášení Protektorátu Čechy a Morava 16. března 1939 vydala Mladá národní jednota společně se Stranou národní jednoty výzvu ke klidu a spolupráci s okupační správou. Okupaci se někteří mladí pro-němečtí radikálové snaží vykládat jako obnovu a návrat Čechů do dávné Svaté říše římské. Konkurenční Národní hnutí pracující mládeže i její mateřská Národní strana práce byly postaveny do ilegality. V průběhu března bylo rozhodnuto o vytvoření jediné české politické strany Národní souručenství. Mladá národní jednota zaniká 24. března 1939 a stává se základem jednotné organizace české mládeže v Protektorátu – Mládež Národního souručenství. Někteří z členů Mladé národní jednoty působí druhém odboji, řada se zapojí do úzké spolupráce s okupační správou a po osvobození Československa v roce 1945 jsou souzeni za kolaboraci. Po válce je činnost Mladé národní jednoty podpírající omezení demokracie roku 1938 reflektována jako značně škodlivá. Avšak český národní princip i v období třetí republiky přetrvává a volání po jednotě mládeže se projevuje zejména ve fungování nového Svazu české mládeže.